# Bielec (dopływ Gwdy)
Bielec – struga w północno-zachodniej Polsce, dopływ jeziora Wierzchowo (zlewnia rzeki Gwdy).
Ma źródło ok. 1,5 km na południowy zachód od wsi Biała. Stąd płynie w kierunku północno-zachodnim i koło wsi Kazimierz zakręca na zachód płynąc przez nią. Następnie przepływa przez wieś Drężno i uchodzi od wschodniego brzegu do jeziora Studnica. Następnie przy zachodnim brzegu, koło osady Orawka wypływa ze Studnicy i po odcinku ok. 150 m lądu uchodzi do jeziora Wierzchowo.

## Historia nazewnicza
Do 1945 r. i do standaryzacji w 2006 r. nazwa Bielec dotyczyła innego cieku w jej obecnej zlewni. Na obszarze na północny wschód od wsi Drężno zaznacza się krótki strumień, który miał niemiecką nazwę Biller Bach. To dla niego w 1955 r. ustalono urzędowo polską nazwę Bielec.
Odcinek strugi od obecnej wsi Biała do Kazimierza miał niemiecką nazwę Groß Wittfelder Fliess. Także w 1955 r. dla tego odcinka ustalono urzędowo polską nazwę Bielska Struga. Do 1945 r. oba cieki miały łączyć się ze źródłowym odcinkiem rzeki Gwdy, od obszaru źródliskowego na północ od wsi Kazimierz i uchodzić do jeziora Studnica.
Komisja Nazw Miejscowości i Obiektów Fizjograficznych wydając publikację w 2006 r. zestandaryzowała ten obszar hydrologiczny, zastępując odcinek poprzednio nazwanej Bielskiej Strugi i odcinek dawnej Gwdy, tylko nazwą Bielec. Takie zmiany zostały też naniesione na Mapę Podziału Hydrograficznego Polski przez Zakład Hydrografii i Morfologii Koryt Rzecznych IMGW.